# Василево-Майданский сельсовет
Василево-Майданский сельсовет — сельское поселение в Починковском районе Нижегородской области Российской Федерации.
Административный центр — село Василев Майдан.

## История
Статус и границы сельского поселения установлены Законом Нижегородской области от 18 августа 2005 года № 117-З «Об утверждении границ, состава территории Починковского муниципального района, границ и состава территорий муниципальных образований, входящих в состав Починковского муниципального района»

## Население
| 2002 | 2010 | 2012 | 2013  | 2014  | 2015 | 2016 |
| ---- | ---- | ---- | ----- | ----- | ---- | ---- |
| 1032 | ↘988 | ↘981 | ↗1002 | ↗1007 | ↘997 | ↗998 |
| 2017 | 2018 | 2019 | 2020  |       |      |      |
| ↘960 | ↘924 | ↘892 | ↘889  |       |      |      |

## Состав сельского поселения
| № | Населённый пункт | Тип населённого пункта       | Население |
| - | ---------------- | ---------------------------- | --------- |
| 1 | Арзинка          | посёлок                      | ↘724      |
| 2 | Борисовский      | посёлок                      | ↘0        |
| 3 | Василев Майдан   | село, административный центр | ↗258      |
| 4 | Емельяновский    | посёлок                      | ↘0        |
| 5 | Лобан            | посёлок                      | ↘3        |
| 6 | Широковский      | посёлок                      | ↘3        |